# کیوهیده کوواتا
کیوهیده کوواتا (انگلیسی: Kiyohide Kuwata؛ زادهٔ ۳ ژانویهٔ ۱۹۵۳) بازیکن بسکتبال اهل ژاپن بود.